# Luis Aróstegui
Luis Aróstegui Gamboa OCD (* 21. Januar 1939 in Gatica, Bizkaia, Spanien) ist ein karmelitischer Ordensgeistlicher. Er war von 2003 bis 2009 Generaloberer des Teresianischen Karmel.

## Leben
Luis Aróstegui besuchte Ordensschulen in Amorebieta-Etxano bei Bilbao und Villafranca in der Provinz Navarra. Er trat 1956 der Ordensgemeinschaft der Unbeschuhten Karmeliten in Larrea-Amorebieta bei und studierte Philosophie in Vitoria sowie Theologie an der theologischen Fakultät der Heiligen Theresa und des Heiligen Johannes vom Kreuz in Rom. Am 5. April 1964 empfing er in Rom die Priesterweihe. Nach kurzer Zeit in einem karmelitischen Konvent in Panama war er 1965 in Dallas für mexikanische Immigrantenbetreuung tätig. 1966 bis 1967 lehrte er Religionsgeschichte und Christologie an der Saint Mary’s Catholic University in Panama. An der mailändischen Università Cattolica del Sacro Cuore studierte er ab 1967 Religions- und Literaturwissenschaften; während seiner Dissertation („Dietrich Bonhoeffer: Christian Ethics as a Critique of All Ethics“) lebte er in der Nähe von Wien und Deutschland.
1972 war er Mitglied des Konvents in Monte Carlo, ab 1973 war er im Kloster Pamplona tätig und lehrte Philosophie am Diözesanseminar. 1975 wurde er zum Superior in Amorebieta bestellt, 1981 wurde er zum Provinzialoberer des Ordens gewählt. 1987 bis 1999 war er Provinzial von St. Joachim in Navarra mit Zuständigkeiten verschiedener Klöster in Panama, Guatemala, Peru und Chile. 1999 wählte man ihn zum Direktor des Spirituellen Zentrums in Larrea-Amorebieta. Von der römischen Kurie wurde er zum Beauftragten der Gesellschaft „Saint Joachim von Navarra“ bestimmt.
Luis Aróstegui wurde im 89. Generalkapitel des Ordens zum neuen Ordensgeneral gewählt und tritt die Nachfolge von Camilo Maccise an. Er ist als Generaloberer zudem Großkanzler der Päpstlichen Theologischen Fakultät Teresianum in Rom.
Am 20. April 2009 wurde im 90. Generalkapitel des Ordens der Unbeschuhten Karmeliten im Domus Carmeli in Fátima, an der mehr als 100 Ordensangehörige aus 80 Nationen teilnahmen, Saverio Cannistrà zu seinem Nachfolger gewählt.